# Берет

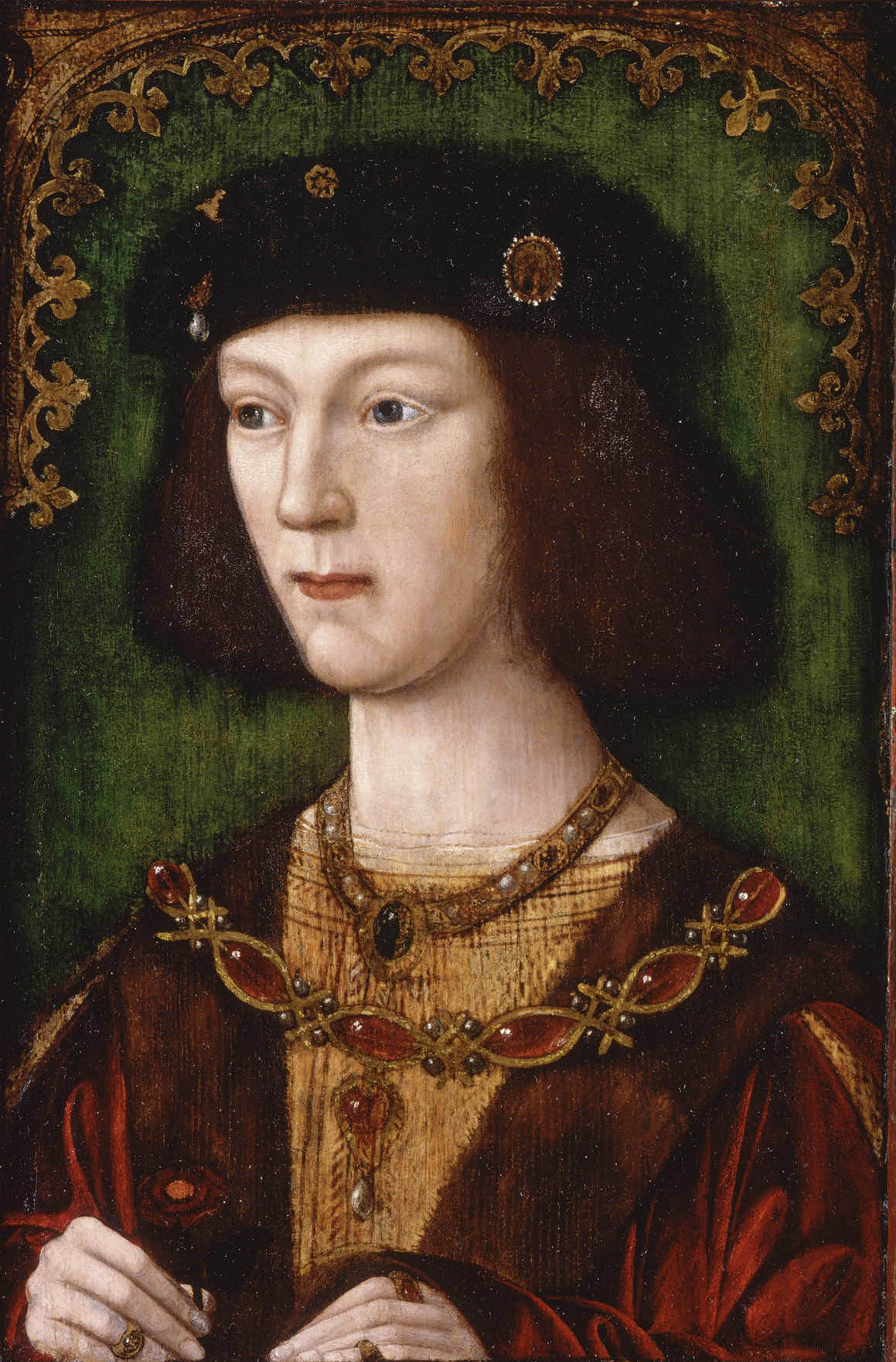
Генрих VIII в берете, 1509 год.

Берет (фр. béret «баскская шапочка», что от прованс. berret — «шапка, колпак») — мягкий головной убор без козырька, с пером, мягкая круглая плоская шапка без тульи и околыша.
Массово используется как элемент военной формы одежды в вооружённых силах (ВС) многих государств мира, имея различные цвета.

## История

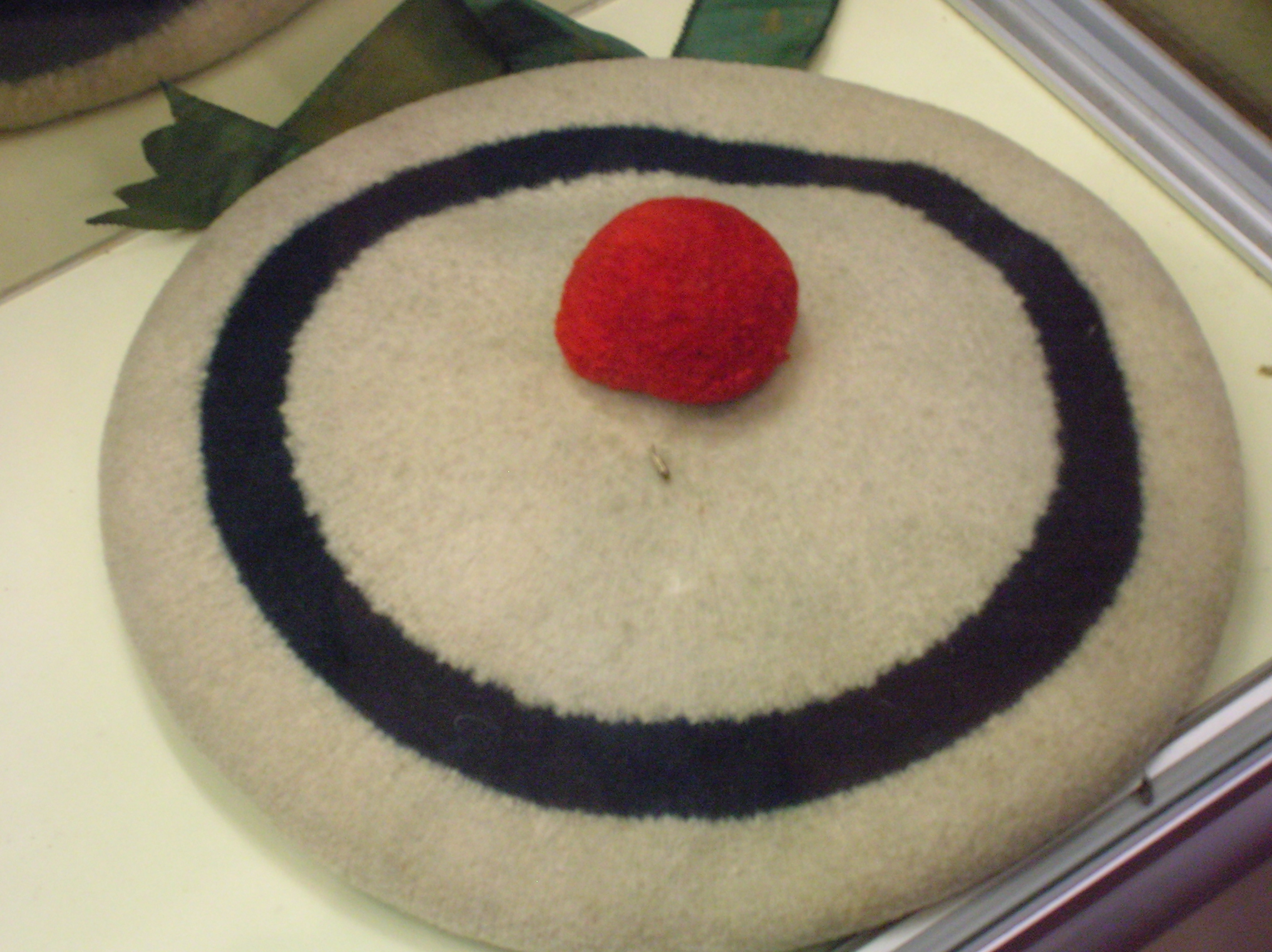
Берет членов Общества лучников Килуиннинга, Шотландия.

Прообразом современного берета был, вероятно, кельтский головной убор. В Средние века берет получает широкое распространение, как среди аристократии, так и в незнатных сословиях. Об этом позволяют судить книжные миниатюры. В эпоху Позднего Средневековья появляются указы о введении военной формы одежды, где в качестве основного головного убора фигурирует берет.
Широкое распространение берет имел в Германских государствах Германо-римской империи в эпоху Реформации. 
Популярность берета в Европе стала падать в начале XVII века с распространением широкополых шляп. Берет продолжили носить только некоторые военные подразделения (шотландцы и швейцарская гвардия папы римского). «Второе рождение» берет пережил перед Первой мировой войной, когда его официально ввели в танковые войска и некоторые технические подразделения.

### Настоящее время
В настоящее время берет является официально форменным головным убором и особым знаком отличия в большинстве ВС мира. Береты определённого цвета являются отличительным знаком и гордостью подразделений особого, специального назначения (диверсионно-десантные, десантно-штурмовые, разведывательные, антитеррористические подразделения). Также берет является одним из излюбленных головных уборов разнообразных неформальных, полувоенных организаций.
На некоторых предприятиях берет является предметом спецодежды для работы на металлорежущих и деревообрабатывающих станках, сборочных линиях и в прочих местах, где есть риск попадания волос рабочего в движущиеся части машин.
Берет считается традиционным баскским головным убором.
Берету нередко отдают предпочтение представители творческих профессий (художники, писатели, поэты), что послужило появлению стереотипов о них, а также он является модным аксессуаром.
«Мохеровые береты» (или «мохеры») стали в Польше нарицательным наименованием консервативной части общества, придерживающейся националистических и католических взглядов, из-за характерного головного убора, которые носят пожилые женщины, традиционно голосующие за правые партии.

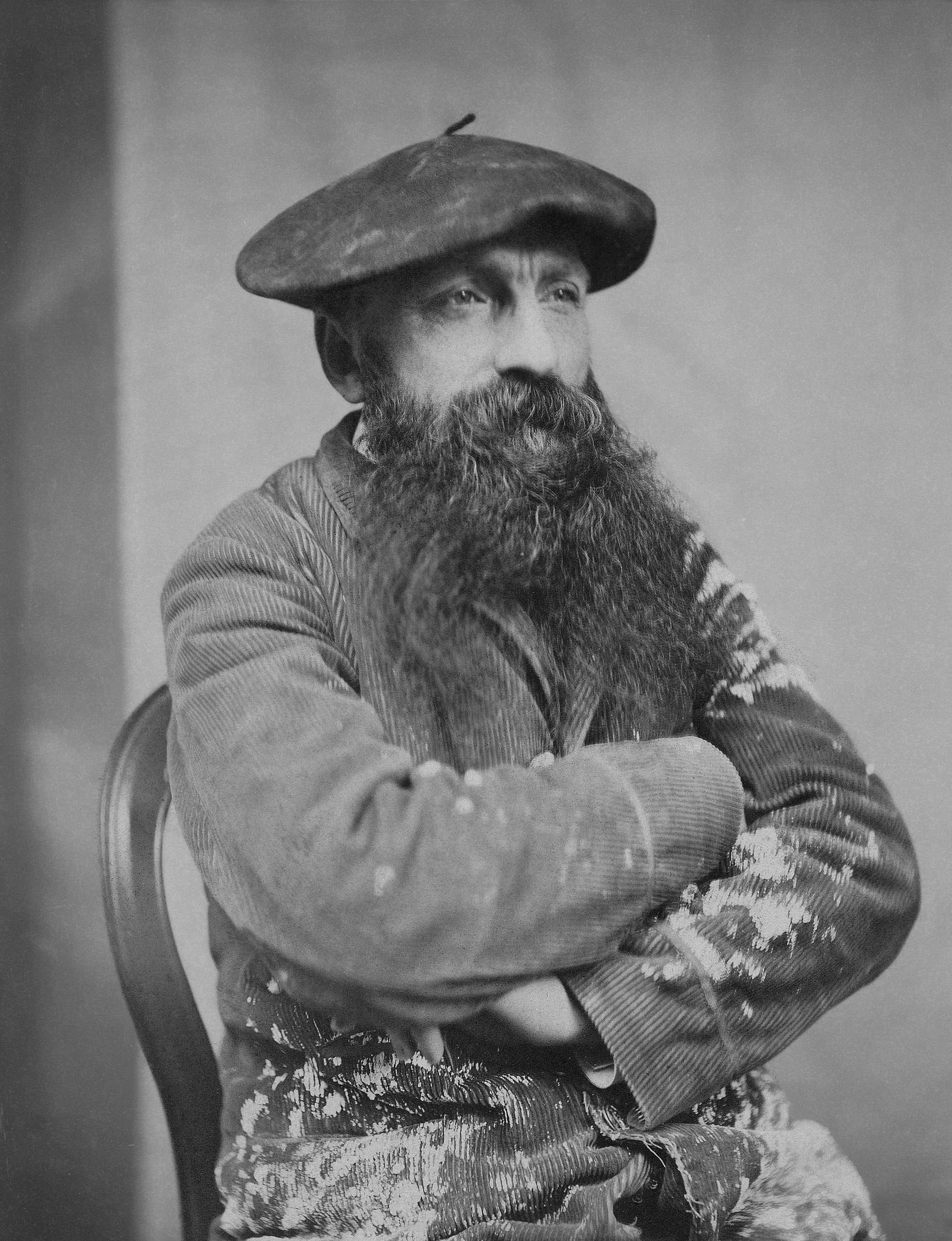
Скульптор Огюст Роден
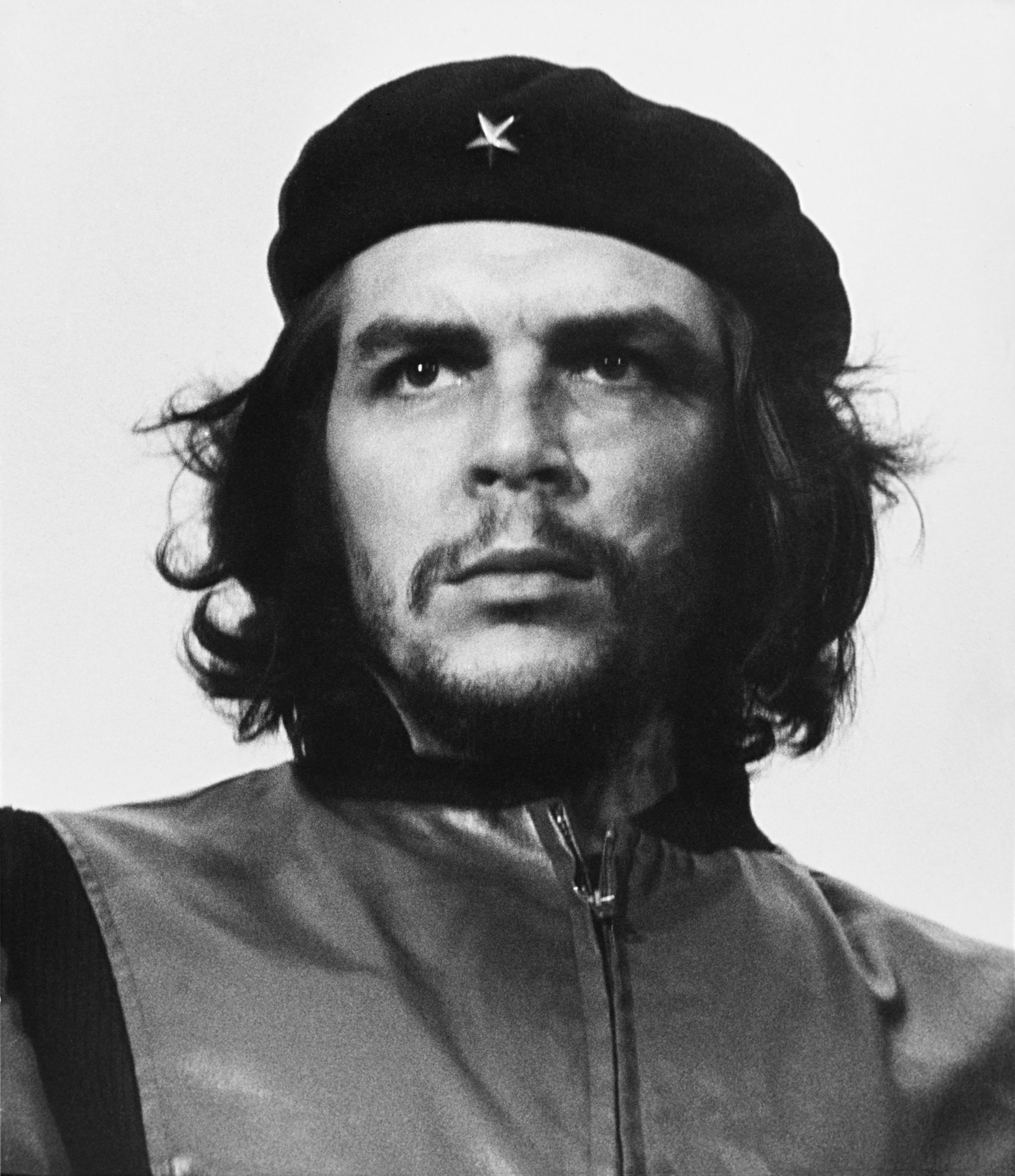
Кубинский революционер Эрнесто Че Гевара
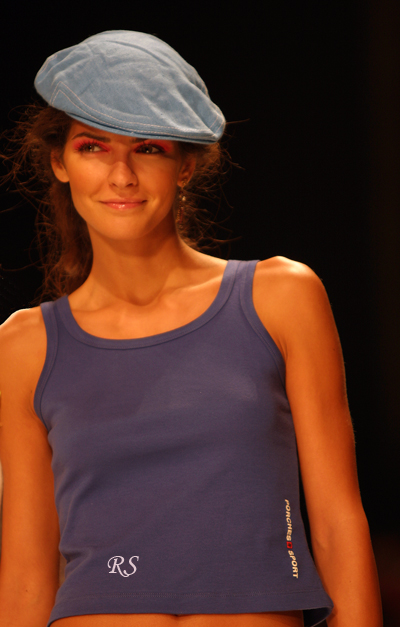
Женский берет. 2004 год, работа португальского дизайнера
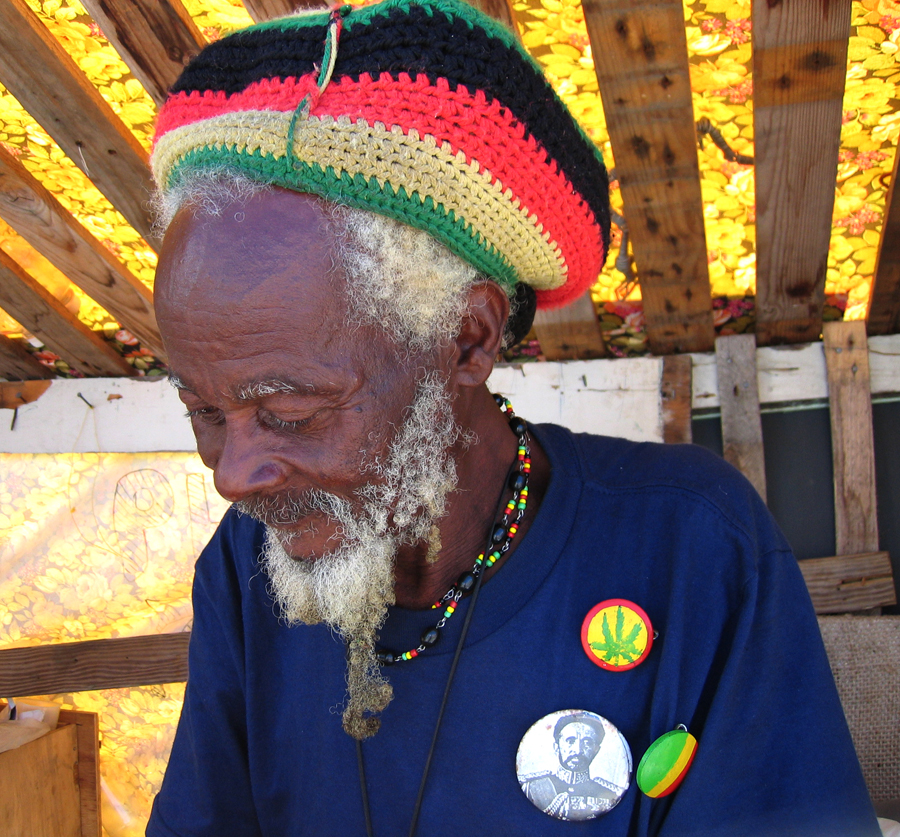
Растаман с Барбадоса

## Вооружённые силы
Использование беретов в вооружённых силах — феномен относительно недавний и датируется началом XX века. Ранее отдельные части шотландских горцев армии Великобритании носили шапочки, напоминающие береты ещё в XVII и XVIII веках. Вообще же головной убор, который люди знают под именем «берет», был широко распространён в стране Басков, на территории Франции и Испании примерно в то же время. Интересно, что по-итальянски берет так и будет — basco. Аналогично в Бретони, Франция, берет был традиционным элементом одежды рыбаков.
Более или менее широкое распространение беретов в вооружённых силах началось с Первой мировой войны. По некоторым данным французские танкисты начали носить разные версии мягких баскских беретов, как большие, так и малые, вне строя и при выполнении заданий.
Импульс к широкому применению беретов дала Великобритания. Практически после каждой войны в британской армии появлялись те или иные нововведения, касающиеся формы одежды. Медвежьи шапки гвардейцев англичане переняли у Наполеоновской императорской гвардии. От поляков пришёл уланский кивер (ранее он был принят французами (1811) и немцами (1809—1813)). Другие кивера, как, например, тяжёлый пехотный, были в моде среди английских колониальных союзных частей; высокий кивер, принятый в 1855 году, был почти точной копией французского. Кивер с плоской тульёй пришёл от американцев — некое подобие тех кепи, в которых воевали как южане, так и северяне. Каска с пикой наверху пришла от немцев и продержалась в британской армии довольно долгое время.
Берет не стал исключением. Едва ли не с появлением танков как рода войск персонал, занятый их обслуживанием и управлением, начал ломать голову — что на неё надеть, находясь в танке, поскольку жёсткая фуражка была крайне неудобна. Её приходилось надевать козырьком назад, и к тому же на ней моментально появлялись масляные пятна. Простой кожаный шлем, выдававшийся танкистам, равно был не всегда удобен, не говоря уж о стальных шлемах. В мае 1918 года генерал Эллес и полковник Фуллер, находясь в Бермикуте, обсуждали будущее Танкового корпуса английской армии и соответственно форму одежды. В Бермикуте тогда же был расквартирован французский 70-й полк Альпийских егерей, и Эллес предложил как вариант использовать их берет. Эллесу понравился их чёрный берет, тем паче, что многие егеря в своё время прошли обучение в Танковой школе и имели прочные связи с Танковым корпусом. Чёрный цвет также был выбран не в последнюю очередь за его практичность — на нём не были заметны масляные и прочие пятна. Поскольку при том уровне развития техники танк требовал постоянного ухода, совсем не запачкаться было невозможно и в первую очередь это касалось головного убора.
После войны, когда вопрос об официальных изменениях формы одежды рассматривался на высоком уровне, Эллес, который был пропагандистом беретов, привел ещё один аргумент — во время манёвров в берете удобно спать и он может использоваться как подшлемник. После продолжительных дебатов в министерстве обороны чёрный берет был официально одобрен указом Его Величества от 5 марта 1924 года.
Чёрный берет оставался исключительной привилегией Королевского Танкового корпуса довольно долгое время. Потом практичность этого головного убора была замечена остальными, и к 1940 году все бронетанковые части Великобритании стали носить чёрные береты. После Второй мировой войны, когда в армии вводился синий берет, Королевский Танковый полк добился исключительного права на ношение чёрного берета. Кроме них, такое право было даровано только Вестминстерским драгунам.
Чёрный берет стал в некотором роде символом бронетанковых частей во всем мире. Чёрные танковые береты были распространены практически везде, где были бронетанковые соединения — что в Германии, что в СССР, что в Америке.
Вторая мировая война придала беретам новую популярность. Английские и американские диверсанты, забрасывавшиеся в тыл к немцам, в частности, во Францию, быстро оценили удобство беретов, особенно тёмных расцветок — под них было удобно прятать волосы, они защищали голову от холода, берет использовался как подшлемник и т. д. Некоторые английские части ввели береты в качестве головного убора соединений и родов войск. Так, например, было с SAS — Специальной Авиадесантной Службой, подразделением специального назначения, занимавшимся диверсиями и разведкой в тылу врага — они взяли берет песочного / рыжевато-коричневого цвета (он символизировал пустыню, где САСовцам приходилось много работать против армии Роммеля). Британские парашютисты выбрали берет малинового цвета — по легенде, этот цвет предложила писательница Дафна ДюМорье, жена генерала Фредерика Брауна, одного из героев Второй мировой войны. За цвет берета парашютисты немедленно получили прозвище «вишенки» («cherry berry»). С тех пор малиновый берет стал неофициальным символом военных парашютистов по всему миру. Британские коммандос, а также морские диверсанты — предшественники СБС, Специальной Лодочной Службы — и королевская морская пехота и экспериментировали с беретами зелёного цвета.

Поскольку единых правил, регулировавших расцветку и форму беретов, не было, то цвета порой значительно различались — у парашютистов был весь спектр малинового, от обычного до тёмно-густого, САСовцы носили светло-коричневые, коричневые, хаки и блёкло-рыжие.

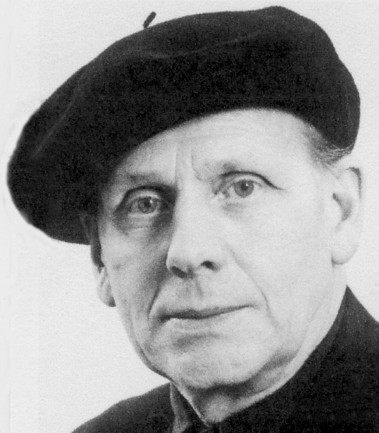
Итальянская бустина
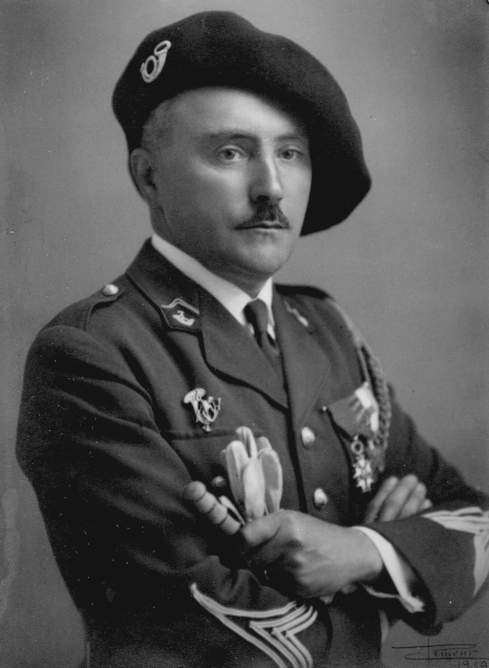
Берет военнослужащего, офицер Альпийских стрелков.
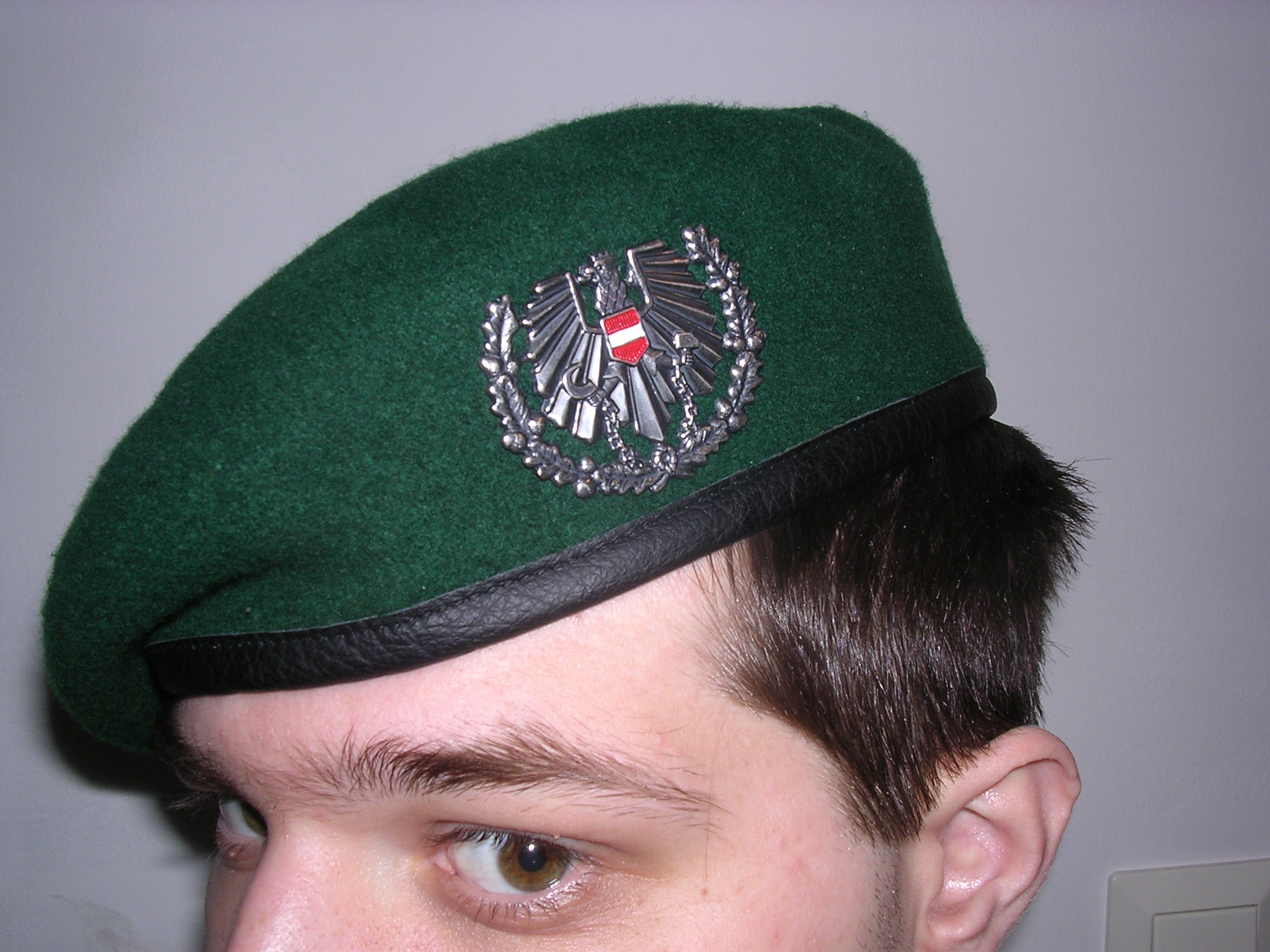
Берет австрийского военнослужащего.
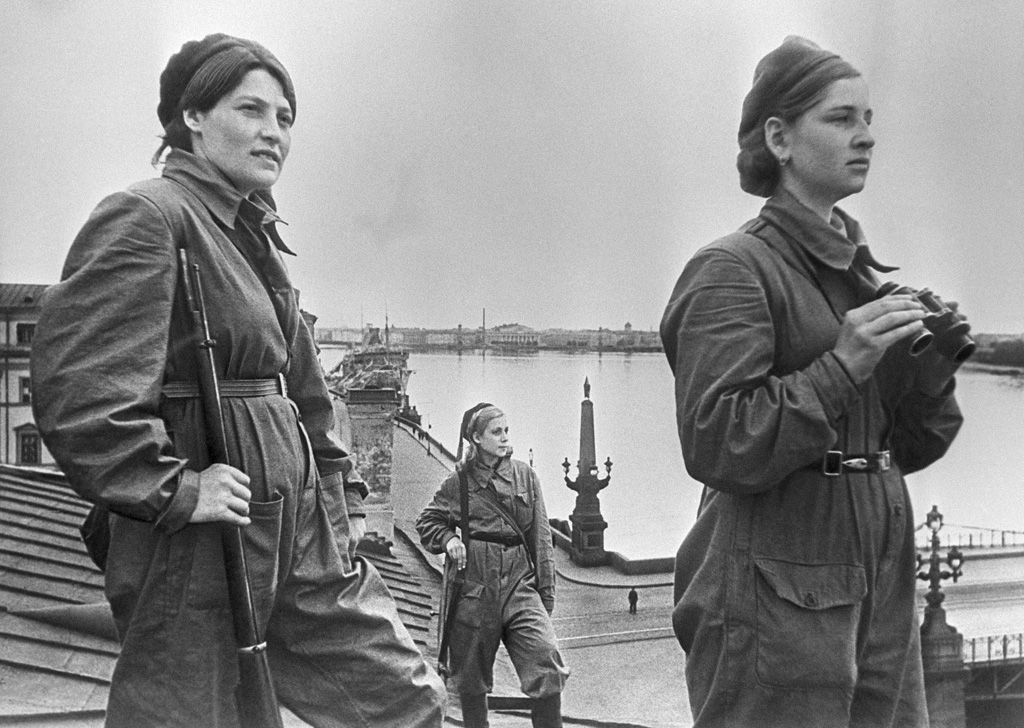
На боевом дежурстве, военнослужащие ПВО РККА, в беретах, Ленинград.
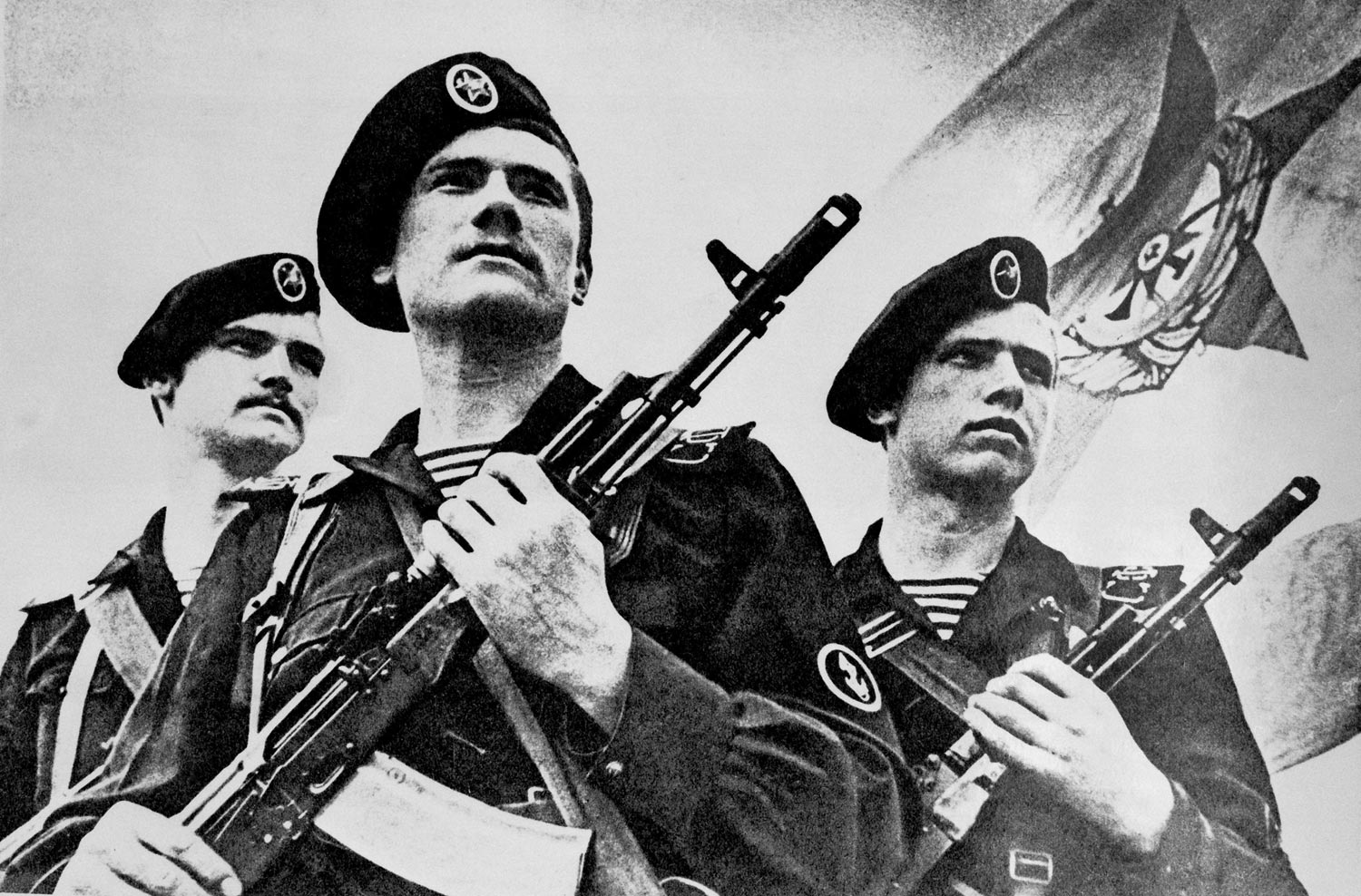
Советские морские пехотинцы, 1985 год.
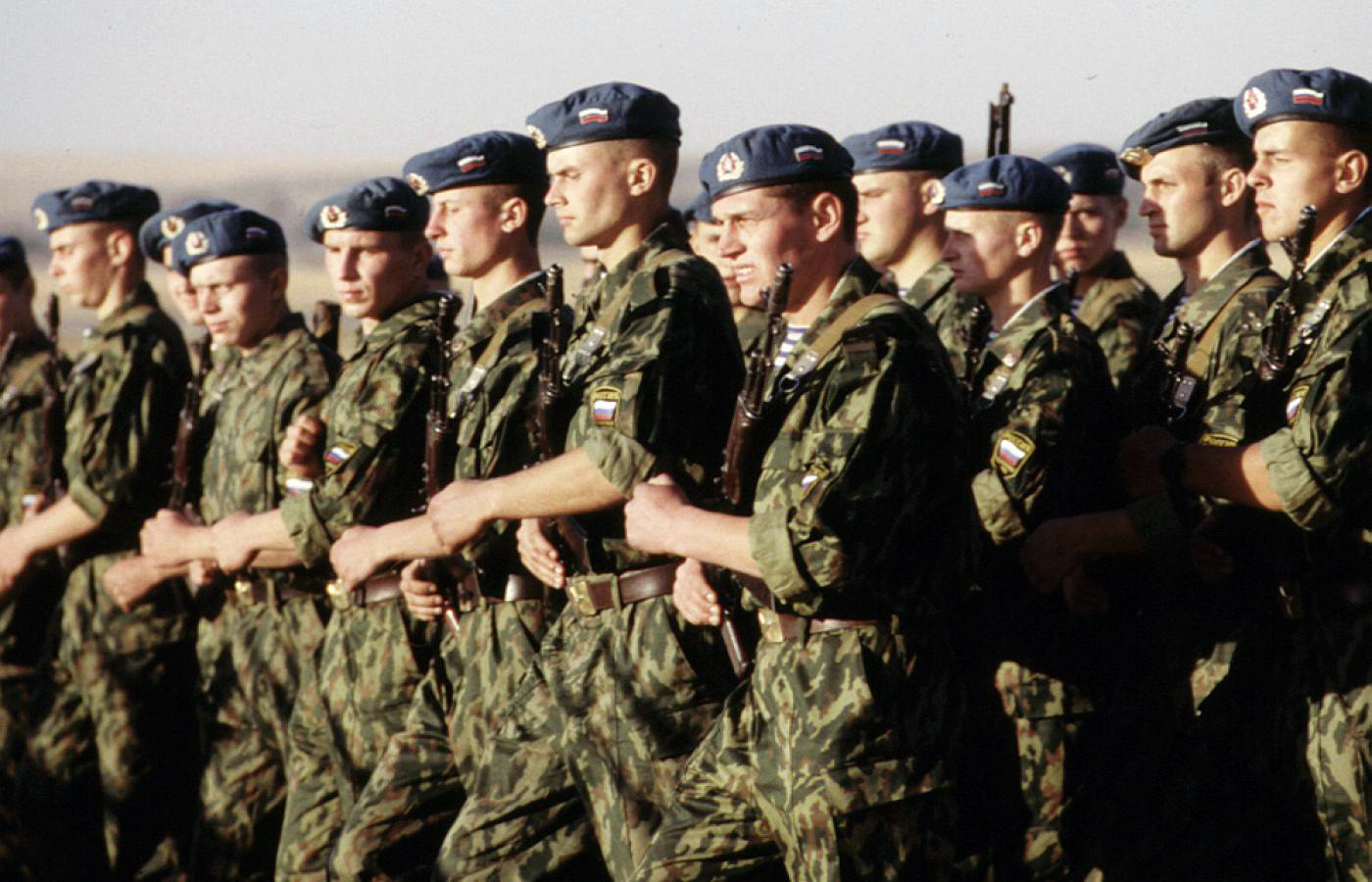
Российские десантники в беретах на учениях в Казахстане
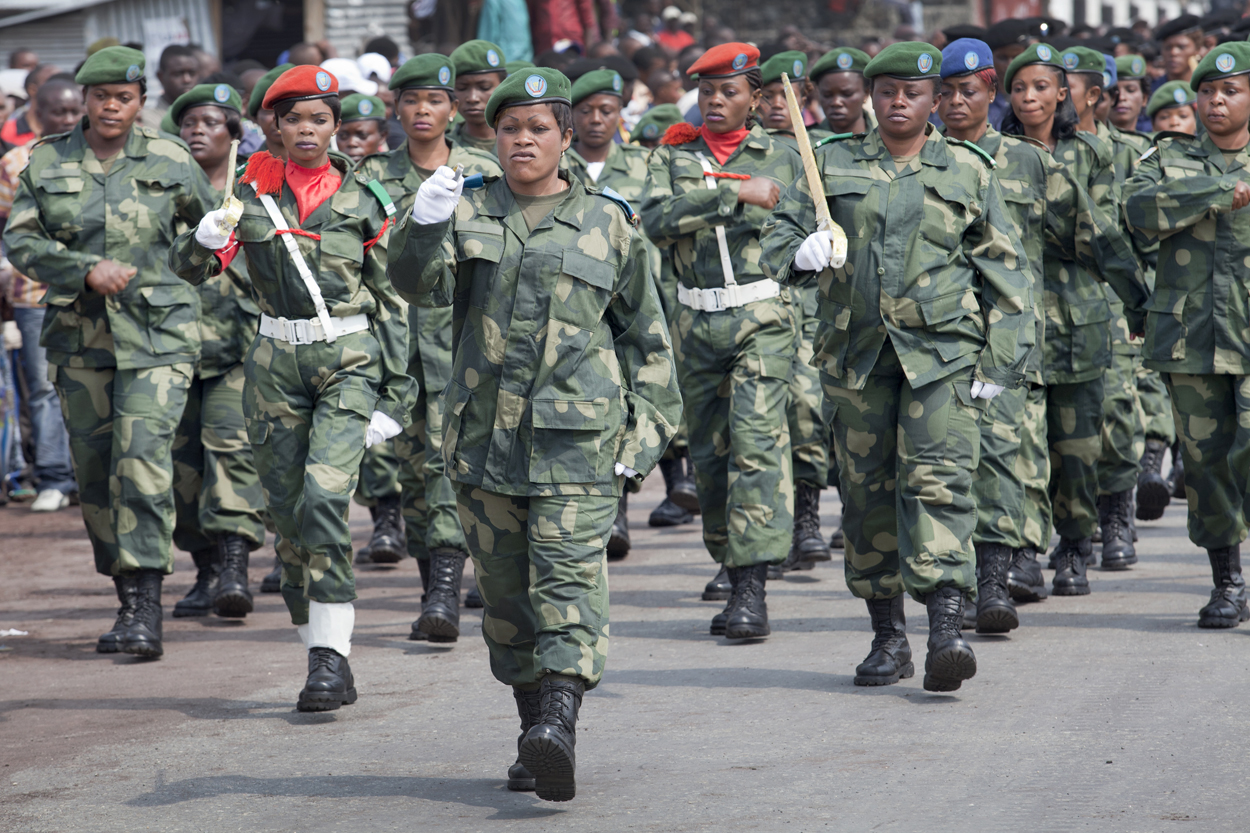
Конголезские военнослужащие женщины.
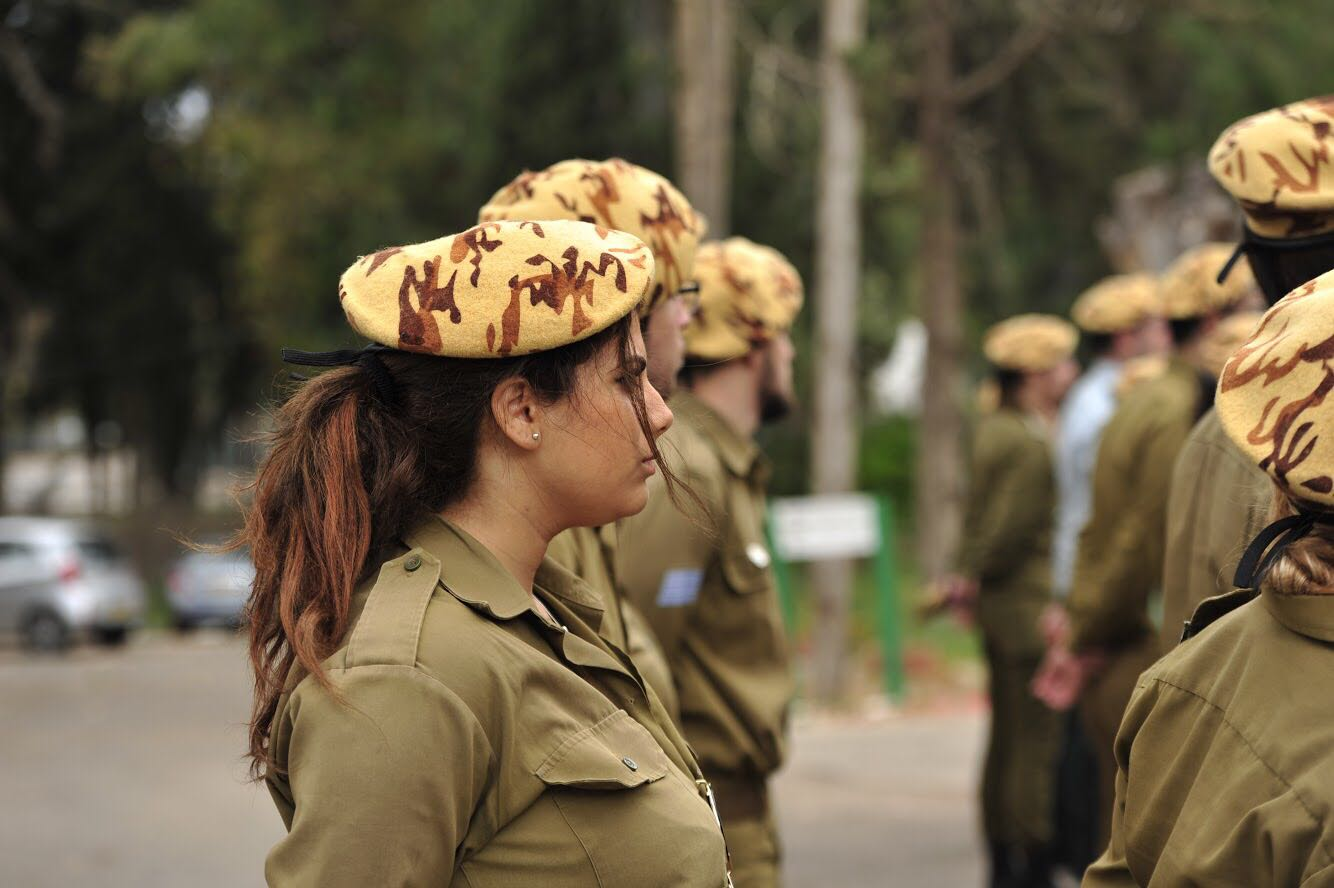
Церемония вручения беретов Корпусу боевой разведки, Израиль.

### Берет в силовых структурах, молодёжных военно-патриотических организациях СССР и России
Берет в силовых структурах, молодёжных военно-патриотических организациях СССР и России:
- Голубой берет — Воздушно-десантные войска (ВДВ) СССР / Российской Федерации. Также воинские части специального назначения военной разведки Вооруженных Сил СССР / Российской Федерации. Ношение голубого берета полагается к ношению с тельняшкой с полосами небесно-голубого цвета. Де-юре также ВВС ВКС России. Для ГРУ, в связи с повышенной секретностью подразделений, допускается ношение формы и головных уборов всех видов и родов войск ВС России.
- Синий берет — Рабоче-Крестьянская Милиция СССР[5]. Темно-синий берет — также при летней повседневной форме одежды для военнослужащих-женщин, занимавших командные и начальствующие должности, а также слушательниц военных академий, школ и курсов тыла (Приказ № 229 НКО СССР от 17 декабря 1936 года). Тёмно-синие береты — также в качестве головного убора для женщин в униформе МПС СССР (Приказ НКПС СССР № 403/Ц от 28 мая 1932 года). Приказом № 208 НКВМФ СССР от 14 августа 1942 года введены синие женские береты в ВМФ[6]. Позже — ВОХР. Темно-синий берет — в настоящее время также у сотрудников-женщин органов внутренних дел России. Также при повседневно-полевой форме и парадно-выходной форме в авиационных частях и подразделениях для женщин-офицеров и начальствующего состава МВД[7]. Также ВВС, в настоящее время ВВС ВКС. Фактически имеет синий цвет (де-юре голубого цвета). Также Юнармия. В СССР берет темно-синего цвета также для инженерно-технического состава гражданской авиации, непосредственно обслуживающего летательные аппараты (для умеренных и холодных климатических районов)[8]. В СССР темно-синий также для работников-женщин Всероссийского добровольного пожарного общества[9].
- Васильковый (светло-синий) берет — спецназ ФСБ России, спецназ ФСО России.
- Чёрный берет — Спецназ ВМФ СССР / Российской Федерации (полагается к ношению с тельняшкой в темно-синюю полоску). Боевые части береговых войск ВМФ, танковые войска, автомобильные войска[10]. До 2000-х годов мог использоваться наряду с темно-синим беретом сотрудники оперативного полка полиции, Спецназ МВД России, Росгвардия (ранее ОМОН МВД СССР/России). Также ФССП России. Де факто также туристическая полиция. Также (как утеплённый берет) для сотрудников женского пола ведомственной охраны Минтранса России. Также (как утепленный берет) для женщин — работников Федерального агентства морского и речного транспорта. Также воспитанники кадетских классов ВМФ. В МПС СССР в качестве головного убора для женщин (Приказ МПС СССР № 21Ц от 11.07.1972).
- Темно-синий / черный берет —  сотрудники оперативного полка полиции. С 2000-х годов только темно-синий цвет. С 2014 года также для сотрудников ФМБА России.
- Серый берет — в настоящий момент военнослужащие Росгвардии (ранее входящие в ВВ МВД СССР/МВД России). В МПС СССР в качестве головного убора для женщин (Приказ МПС СССР № 21Ц от 11.07.1972). Кроме того, АНО «Ведомственная охрана Правительства Москвы».
- Светло-серый берет — в качестве головного убора для женщин в униформе МПС СССР (Приказ МПС СССР № 84Ц от 9 сентября 1955 года, Приказ МПС СССР № 31Ц от 26 сентября 1963 года).
- Берет цвета хаки — повседневно-полевой берет для военнослужащих-женщин (Приказ № 261 НКО СССР от 3 августа 1941 года)[6].
- Берет «стального цвета» — для военнослужащих-женщин ВС СССР (середина 1950-х гг.)[6]. Также при парадной и парадно-выходной форме одежды для женщин-офицеров и начальствующего состава МВД СССР[7].
- Белый берет — для военнослужащих-женщин ВМФ СССР[6]. Также в качестве повседневной, парадной и парадно-выходной формы одежды для женщин-офицеров морских пограничных частей МВД СССР[7].
- Цвета морской волны — парадный берет для военнослужащих-женщин Сухопутных войск СССР[6].
- Зелёный берет (светлый) — пограничные войска КГБ СССР (в том числе, части ВДД ПВ). Позже Пограничные войска ФСБ России[11] (полагается к ношению с тельняшкой с полосами светло-зелёного цвета). Пограничный берет имеет отличительный изумрудный оттенок.
- Зелёный берет — спецназ ФССП России (с 2011 г.). Имеет ярко-зелёный оттенок.
- Зелёный берет (тёмный) — применяется в разведподразделениях различных видов войск России, в том числе в подразделениях (оперативной разведки) внутренних войск МВД России (в настоящее время — Росгвардия)[12], в подразделениях разведки Росгвардии. Имеет тёмно-зелёный (еловый) оттенок зелёного цвета.
- Оливковый берет (светлый) — до 2016 года — ВВ МВД России, после 2016 года — военнослужащие Росгвардии. А также спецназ 12-го Главного управления Минобороны России (ядерно-техническое обеспечение и безопасность). Берет имеет оливковый цвет с коричнево-синеватым светлым оттенком.
- Оливковый берет (тёмный) — с 2006 года применяется в войсковых сухопутных антитеррористических подразделениях. Официально применяется в 29-м, 34-м, 38-м и остальных воинских спецподразделений антитеррора железнодорожных войск, ранее входивших в Федеральную службу железнодорожных войск, спецподразделений антитеррора мотострелковых войск, спецподразделений антитеррора войск связи и т.д. Берет имеет оливковый цвет с тёмно-коричнево оттенком.
- Оранжевый берет — военнослужащие и сотрудники Министерства Российской Федерации по делам гражданской обороны, чрезвычайным ситуациям и ликвидации последствий стихийных бедствий (МЧС России).
- Краповый берет — Спецназ ВВ МВД СССР / Спецназ ВВ МВД России, в настоящее время — спецназ Росгвардии. Также применяется в спецназе ФСИН России. Берет имеет краповый (ализариновый) оттенок красного цвета. Право на ношение крапового берета даётся только после сдачи жестких квалификационных испытаний или в виде награды за особые заслуги. Краповый берет де-факто является высшей формой поощрения военнослужащих ВВ МВД СССР/России, ФСИН России и Росгвардии. Полагается к ношению с тельняшкой в краповую полоску. Де-юре является стандартной формой одежды. Как и все головные уборы данного типа, краповый берет, согласно нормативным документам, носится с наклоном на правую сторону. Тем не менее, бойцы, прошедшие официальные испытания на право ношения крапового берета, по традиции носят краповый берет с наклоном на левую сторону. Существует миф, что это способ дополнительно "отличиться", подчеркнуть элитность - но, по словам создателя и идеолога краповых беретов С.И. Лысюка - причина сугубо практическая: когда спецназ ВВ начал участвовать в служебно-боевых мероприятиях, преимущственно в населенных пунктах, среди гражданских людей - прижился своеобразный способ ношения автомата в правой руке стволом вверх (чтобы случайный выстрел не привел к рикошетам). Таким образрм, поскольку оружие располоагалось прямо возле головы справа, да и правая рука занята - по команде "Заправиться" стали делать наклон беретов на левую сторону.
- Красный берет — военная полиция, до 2011 года — военная комендатура. Берет имеет ярко-красный оттенок.
- Красный берет (алый) — ЮнАрмия (всероссийского детско-юношеского военно-патриотического общественного движения) России . Берет имеет алый оттенок красного цвета. Также различными поисковыми и военно-патриотическими клубами.
- Малиновый берет — применялся в Воздушно-десантных войсках (ВДВ) СССР в 1967—68 годах. Упразднен, заменён на голубой берет. Берет имел малиновый оттенок красного цвета — яркий насыщенный оттенок красного цвета, смешанного с синим цветом (цвет спелой малины).
- Камуфлированный берет расцветки «берёзка»[13] — берет из комплекта маскировочного костюма применялся для ношения с полевой формой одежды в пограничных войсках СССР до 1991 года и применяется в пограничных войсках России, начиная с 1991 года по настоящее время.
- Камуфлированный берет расцветки «цифра» — с 2014 года общевойсковой берет для Сухопутных войск и в других родов войск Российской Федерации, не имеющих своего собственного знака отличия/вида беретов, который бы указывал на принадлежность к определённому роду войск. С 2014 года носится во всех воинских подразделениях не принадлежащих к специальным структурам Российской Федерации ношение пилоток и кепи постепенно заменяется на ношение беретов камуфлированного цвета. Не предусмотрено для парада. Раннее похожий берет (берет расцветки «флора») применялся в инженерных войсках и военный институтах инженерных войск.
- В СССР — у сандружинниц подразделений гражданской обороны предприятий (цвет мог быть разным).
- Коричневый берет — с 2019 года в Минприроды России, носится сотрудниками, осуществляющими государственный надзор в области охраны и использования особо охраняемых природных территорий федерального значения и являющимися государственными инспекторами в области охраны окружающей среды.
- Бежевого цвета — в СССР для инженерно-технического состава гражданской авиации, непосредственно обслуживающего летательные аппараты (для жарких климатических районов)[8].

### Вооружённые силы Сенегала

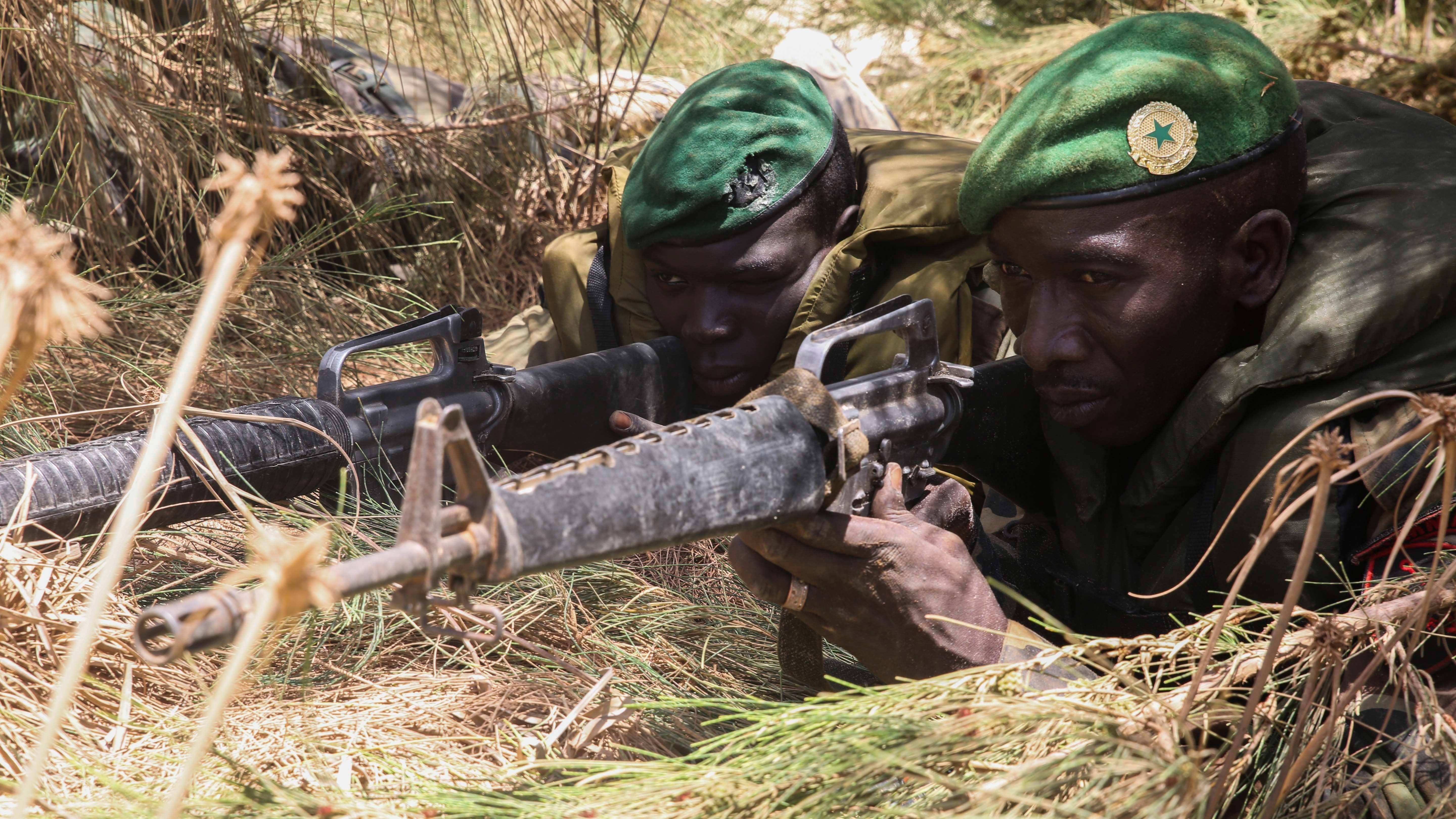
морские пехотинцы Сенегала на учениях (8 июля 2015)

В 1980-1981 гг. в составе военно-морских сил Сенегала было создано подразделение морской пехоты (FUMACO), элементом парадной формы одежды военнослужащих этого подразделения является зелёный берет.

### Вооружённые силы Сингапура
Красный берет с 1971 года является элементом парадной формы одежды батальона "коммандос" вооружённых сил Сингапура. Зелёный берет является знаком отличия для военнослужащих армии Сингапура, добровольно прошедших 12-недельный курс дополнительной подготовки (который включает в себя 4-недельный курс физической подготовки и 8-недельный курс боевой подготовки).